# Локовиця (Превалє)
Локовиця (словен. Lokovica) — поселення в общині Превалє, Регіон Корошка, Словенія. Висота над рівнем моря: 494,6 м.